# Kolumbit
Kolumbit-(Fe) (dawn. ferrokolumbit) – minerał niobu i żelaza z grupy kolumbitów. Jego nazwa pochodzi od dawnej nazwy niobu, łac. columbium, oraz symbolu żelaza, Fe (dla odróżnienia od innych kolumbitów).
Synonimy: ferrokolumbit, coltan, columbit, columbite-tantalite, niobit.

## Ferrocolumbit (dawniejcolumbit = kolumbit)
Przedrostek columb- używany był w dawnych nazwach minerałów, obecnie odpowiada coraz powszechniej używanemu przedrostkowi niob-.
Nazwa kolumbit miała dwa znaczenia:
1. stanowiła synonimiczną nazwę niobitu, pochodzącą od dawnej nazwy pierwiastka niob (niobium = columbium) wywodzącej się od dawnego określenia kontynentu amerykańskiego;
2. oznaczała kryształy mieszane niobitu i tantalitu.

Nazwa niobit (W. Haidinger, 1845 r.) też już jest obecnie nazwą nieaktualną. Została zdyskredytowana przez Międzynarodową Asocjację Mineralogiczną (A. Manecki, Encyklopedia Minerałów, AGH, Kraków 2004 r.)
Nazwa kolumbit-(Fe) została wprowadzona oficjalnie w 2008 r.

## Właściwości
Ma zmienny skład chemiczny, czasami wykazuje niewielką promieniotwórczość (gdy występuje domieszka uranu). Czysty FeNb2O6 zawiera ok. 79% Nb2O5 i 21% FeO (masowo).
Zazwyczaj tworzy kryształy zbrużdżone o pokroju słupkowym (lekko wydłużone), tabliczkowe. Tworzy zbliźniaczenia. Występuje w skupieniach ziarnistych i w postaci osobnych ziarn. Jest przeświecający na krawędziach. Tworzy szereg izomorficzny: mangancolumbit, ferrotantalit.
- Gęstość: 5,2-7,3, najczęściej 6,3 g/cm³;

## Występowanie
Stanowi składnik pegmatytów, tworzy nagromadzenia w aluwiach i piaskach zgromadzonych na plażach.
Najczęściej współwystępuje z takimi minerałami jak tantalit, spodumen, beryl, topaz, turmalin, tytanit, rutyl, cyrkon, fluoryt, kasyteryt.
Miejsca występowania
- Szwecja, Finlandia i Norwegia – na Półwyspie Skandynawskim
- Grenlandia
- Rosja – Góry Ilmeńskie, Ural
- Brazylia
- Boliwia (kryształy o masie do 500 kg)
- USA – Connecticut, Dakota Południowa (dobrze wykształcone kryształy do 4 cm), Teksas, Wirginia
- Australia
- Mozambik, Rwanda, Kongo, Nigeria

W Polsce – został stwierdzony na Dolnym Śląsku – w okolicach Bogatyni, Dzierżoniowa, Sobótki i Jeleniej Góry.

## Zastosowanie
- jest wykorzystywany jako surowiec do otrzymywania niobu i tantalu;
- ma znaczenie naukowe;
- jest poszukiwany i ceniony przez kolekcjonerów[potrzebny przypis] (kryształy okazjonalnie szlifowane).